# Cynometra madagascariensis
Cynometra madagascariensis är en ärtväxtart som beskrevs av Henri Ernest Baillon. Cynometra madagascariensis ingår i släktet Cynometra, och familjen ärtväxter.

## Underarter
Arten delas in i följande underarter:
- C. m. madagascariensis
- C. m. maningotrensis
- C. m. rivularis